# Lissochelifer insularis
Espèce
Synonymes
- Lophochelifer insularis Beier, 1940

Lissochelifer insularis est une espèce de pseudoscorpions de la famille des Cheliferidae.

## Distribution
Cette espèce se rencontre au Vanuatu et en Papouasie-Nouvelle-Guinée.

## Publication originale
- Beier, 1940 : Die Pseudoscorpionidenfauna der landfernen Inseln. Zoologische Jahrbücher, Abteilung für Systematik, Ökologie und Geographie der Tiere, vol. 74, p. 161-192.